# Santiago de la Valduerna
Santiago de la Valduerna es una localidad española perteneciente al municipio de La Bañeza, en la provincia de León, comunidad autónoma de Castilla y León.

## Historia
En la localidad los celtas se asentaron formando un gran castro.
Ese castro celta se llamaba Xaxa Oxa, y tenía una extensión de 1,5 hectáreas.
Las primeras excavaciones arqueológicas científicas fueron realizadas entre 1971 y 1975 en la parte no alterada del castro sobre una superficie de 100 m² y potencia media de 2 metros por los profesores de la Universidad Autónoma de Madrid, M. Pilar Morillo y J. Sánchez Meseguer.
Se observaron en la estratigrafía cuatro niveles superpuestos todos con viviendas circulares presentando los niveles inferiores zócalos de piedra mientras que los superiores tenían todo el alzado en adobe.

## En la actualidad
En el año 1957 se cambió el nombre de la localidad por última vez. Desde la antigüedad del castro celta que se llamaba Xaxa oxa hasta la actualidad se ha cambiado el nombre de la localidad cuatro veces: Xaxa Oxa > Saca ojos > Sacaojos y, finalmente, Santiago de la Valduerna.

## Transporte
Por la localidad pasa la A-6 Madrid-Coruña y la carretera La Bañeza-Villalís.
Hay una línea de autobús diaria que pasa por el pueblo y también hay un servicio 24h de taxi del Ayuntamiento de La Bañeza.
La estación de tren más cercana queda en la localidad de Astorga y el aeropuerto más cercano está a 54 km de distancia en la ciudad de León.